# Cristolț, Sălaj
Cristolț este satul de reședință al comunei cu același nume din județul Sălaj, Transilvania, România.

## Personalități
- Ioan  Sălăgean (n. 20 septembrie 1867 - d. 28 iunie 1938, satul Surduc, județul Sălaj), fost deputat în Marea Adunare Națională de la Alba Iulia.